# 尤巴山口 (加利福尼亞州)
尤巴山口（英語：Yuba Pass）是位於美國加利福尼亞州內華達縣的一個非建制地區。該地的面積和人口皆未知。

## 地理
尤巴山口的座標為39°19′23″N 120°36′01″W / 39.32306°N 120.60028°W，而該地的平均海拔高度為1718米（即5636英尺）。